# Chojnice
Chojnice (Duits: Konitz of Conitz) is een stad in het Poolse woiwodschap Pommeren, gelegen in de powiat Chojnicki en gemeente Chojnice. De oppervlakte bedraagt 21,05 km², het inwonertal 39.670 (2005).

## Geschiedenis
Conicz werd in 1205 gesticht door de Pommerse hertog, en een eeuw later veroverd door de Duitse Orde. 
De Orde moest in de Vrede van Thorn de stad in 1466 afstaan aan de Poolse koning, nadat deze de Orde had verslagen in de Slag bij Tannenberg. Sindsdien bleef de stad Pools, hoewel binnen de autonome provincie West-Pruisen, ook wel koninklijk Pruisen genoemd. In 1772, bij de eerste Poolse Deling, kwam West-Pruisen en daarmee ook de stad Konitz aan het koninkrijk Pruisen. In 1815 werd een gymnasium opgericht en even later een gerechtshof waaronder acht ’Amtsgerichte’ ressorteerden. Industrie ontwikkelde zich pas na de aansluiting in 1871 op de spoorbaan van het traject Berlijn-Koningsbergen (de Pruisische Ostbahn). De 2.000 inwoners aan het einde van de 18de eeuw waren voor meer dan twee derde Duitstalig en voor meer dan de helft luthers. Zij vermeerderden zich tot meer dan 6.000 in 1864 en even voor de Eerste Wereldoorlog verdubbelden zij tot 12.000, waaronder katholieken inmiddels bijna de helft uitmaakten en ook Joden een grote gemeente vormden.
Na de oorlog moest Duitsland in 1920 de stad samen met de zogenaamde Poolse Corridor afstaan aan het nieuw opgerichte Polen. Het aantal Duitsers nam toen tot een derde af. Na de Duitse bezettingsannexatie in 1939 werd in 1945 de stad weer Pools. De Duitstalige bevolking werd uitgewezen (Verdrijving van Duitsers na de Tweede Wereldoorlog).

## Verkeer en vervoer
- Station Chojnice

## Bezienswaardigheden

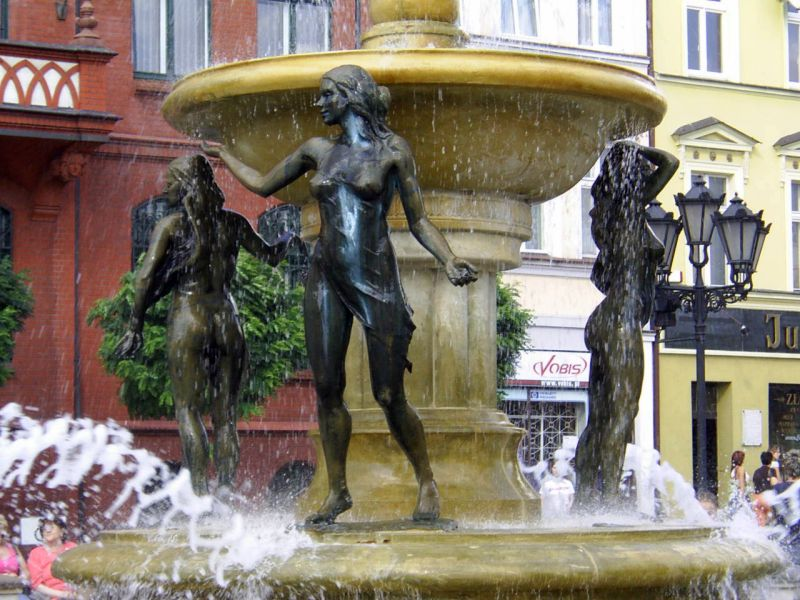
Chojnice

- Schlochauer Poort

## Geboren in Konitz/ Chojnice
- Johann Ernst Gotzkowsky (1710-1774), koopman, diplomaat en kunstverzamelaar
- Nathanael Matthäus von Wolf (1724–1784), botanicus en arts
- Johann Daniel Titius (1729–1796), hoogleraar astronomie aan de Universiteit Wittenberg
- Hugo Heimann (1859–1951), uitgever in Berlin, rijksdag-afgevaardigde voor de SPD, ontvluchtte als Jood in 1939 nazi-Duitsland
- Siegbert Joseph (1894–1944), gynaecoloog in Berlijn en Riga waar hij de ziekenzorg in het getto onder zich nam
- Adalbert Schreiber (1895–1950), CDU-politicus in de DDR, vluchtte naar de BRD
- Werner-Eugen Hoffmann (1910–1998), Wehmacht-officier, na 1945 Generalleutnant in de Bundeswehr en de NAVO
- Klaus Raddatz (1914–2002), prehistoricus (Bandkeramiek, hoogleraar iaan de universiteit Göttingen
- Henryk Dywan (1933–2022), beeldhouwer in hout, steen en metaal in de BRD

Stadsdistricten:
Gdańsk · Gdynia · Słupsk · Sopot

Districten:
Bytów · Chojnice · Człuchów · Gdańsk · Kartuzy · Kościerzyna · Kwidzyn · Lębork · Malbork · Nowy Dwór Gdański · Puck · Słupsk · Starogard · Sztum · Tczew · Wejherowo

Grootste steden:
Chojnice · Gdańsk · Gdynia · Kwidzyn · Lębork · Malbork · Rumia · Słupsk · Sopot · Starogard Gdański · Tczew · Wejherowo